# Kenbak-1
Kenbak-1 brukar räknas av många som världens första persondator. Datorn skapades av John Blankenbaker på Kenbak Corporation 1970 och den första datorn såldes under början av 1971. 1973 upphörde produktionen av Kenbak-1.
Kenbakdatorn såldes då för cirka 750 dollar, och är idag värd mycket mer. Datorn såldes under sin tid dåligt, endast 40 exemplar tillverkades och 10 datorer finns kvar idag.
Kenbak-1 skapades innan den första mikroprocessorn (Intel 4004) och maskinen hade därför ingen processor, den bestod istället av TTL-kretsar. Den hade 256 bytes RAM och för att använda datorn måste användaren programmera den med några knappar och spakar genom kommandon i maskinkod. Utdatan visades på några lysdioder.